# Kenneth Shadrick
Kenneth « Kenny » R. Shadrick, né le 4 août 1931 dans le comté de Harlan au Kentucky et mort le 5 juillet 1950 à Osan, est un soldat américain. Il est connu comme le premier soldat américain mort au combat de la guerre de Corée, ce qui s'est cependant révélé faux.

## Biographie

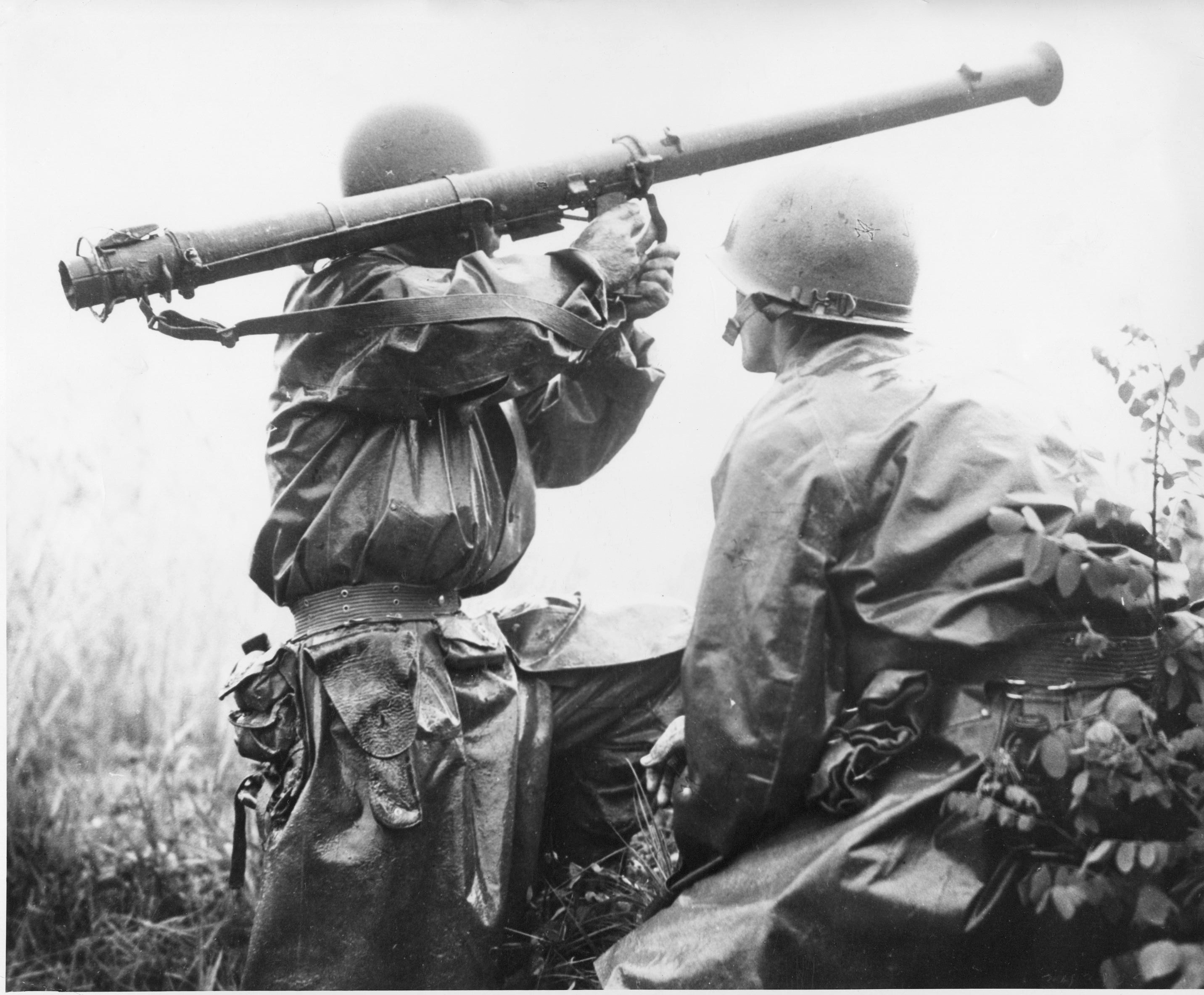
Kenneth Shadrick (droite) avec un militaire tenant un bazooka durant la bataille d'Osan.

Shadrick est né dans le Kentucky dans une famille nombreuse. Après avoir abandonné l'école en 1948, il rejoint l'armée de terre des États-Unis et passe une année de service au Japon, avant d'être envoyé en Corée du Sud en 1950 avec son unité, le 34e régiment d'infanterie de la 24e division d'infanterie mécanisée. Au cours d'une patrouille, Shadrick est tué par la mitrailleuse d'un char T-34 nord-coréen. Son corps est transporté à un poste avancé où la journaliste Marguerite Higgins couvrait la guerre. Higgins écrit plus tard qu'il est le premier soldat tué à la guerre, un fait qui a été repris dans de nombreux médias américains. Sa vie a été largement documentée et son enterrement à Wyoming en Virginie-Occidentale a attiré des centaines de personnes.
Les historiens présument désormais que sa mort a eu lieu après les premières pertes américaines dans la bataille d'Osan. Toutefois, étant donné que l'identité des autres soldats tués avant Shadrick restent inconnues, il est encore incorrectement cité comme le premier soldat américain tué dans la guerre.